# Thomas Williams (écrivain)
Pour les articles homonymes, voir Thomas Williams et Williams.
Thomas Williams, né le 15 novembre 1926 à Duluth dans le Minnesota et mort le 23 octobre 1990 à Dover dans le New Hampshire, est un écrivain américain.

## Biographie
Il obtient le National Book Award en 1975 pour The Hair of Harold Roux.

## Œuvre
Ses œuvres ne sont pas traduites en français.
- Ceremony of Love (1955)
- Town Burning (1959)
- The Night of Trees (1961)
- A High New House (1963)
- Whipple’s Castle: An American Novel (1969)
- The Hair of Harold Roux (1974)[1]
- Tsuga’s Children (1977)
- The Followed Man (1978)
- Moon Pinnace (1986)

## Postérité
L'auteur-compositeur-interprète folk Bill Morrissey déclara avoir été profondément influencé par Williams, avec lequel il a régulièrement pêché et chassé. Williams lui recommandait de s'exprimer « de la manière la plus économique qui soit ».